# Saint-Antonin-du-Var
Saint-Antonin-du-Var – miejscowość i gmina we Francji, w regionie Prowansja-Alpy-Lazurowe Wybrzeże, w departamencie Var.
Według danych na rok 1990 gminę zamieszkiwało 405 osób, a gęstość zaludnienia wynosiła 23 osoby/km² (wśród 963 gmin regionu Prowansja-Alpy-W. Lazurowe Saint-Antonin-du-Var plasuje się na 515. miejscu pod względem liczby ludności, natomiast pod względem powierzchni na miejscu 544.).